# 保定容大足球倶楽部

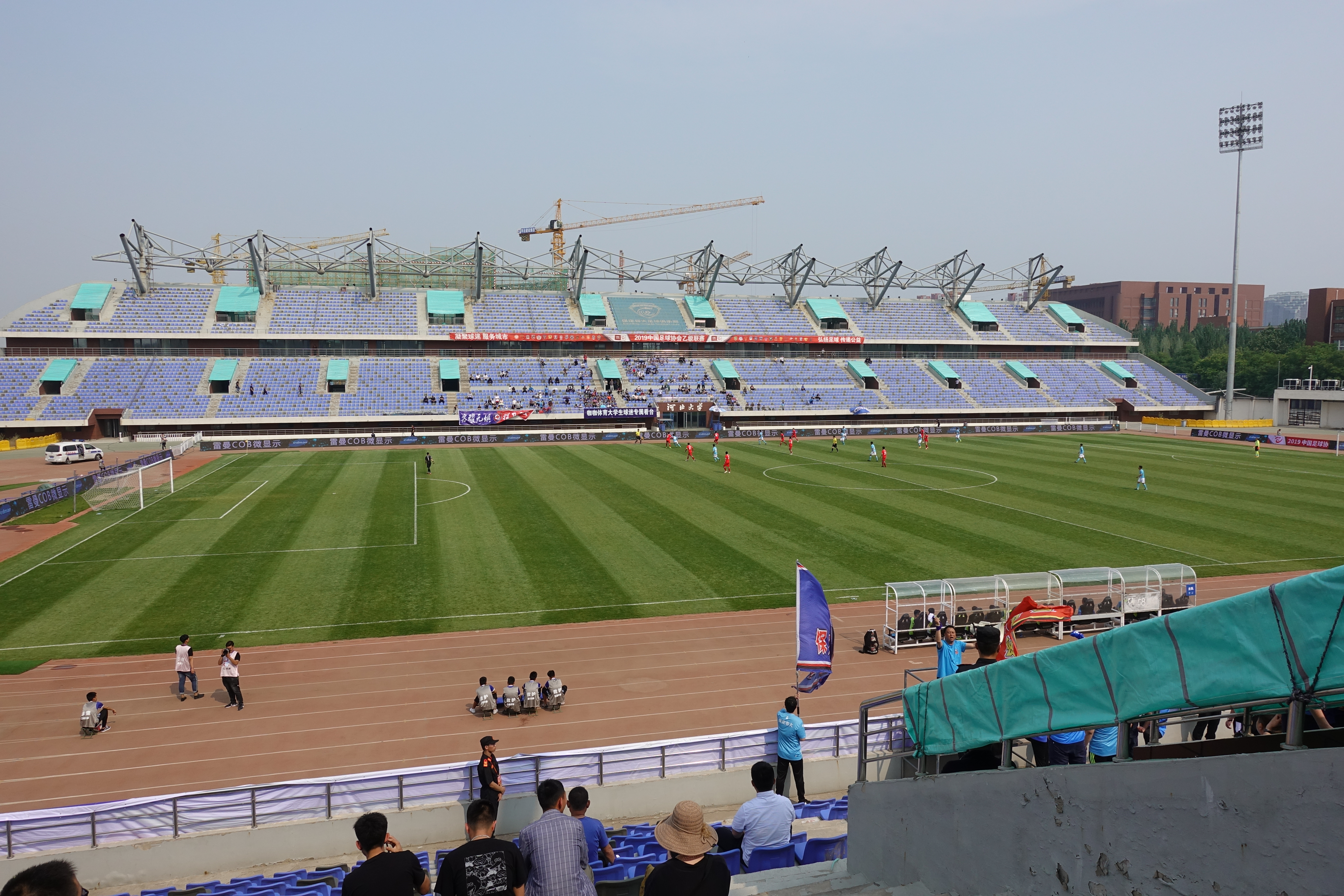
3部リーグ戦

保定容大足球倶楽部（中国語: 保定容大足球俱乐部）とは、かつて存在していた中華人民共和国のプロサッカークラブ。本拠点は河北省保定市、ホームスタジアムは河北大学体育場であった。

## 歴史
2008年に英利緑色能源のアマチュアクラブとして河北英利の名で設立された。
2015年にプロ化し、中国サッカー・乙級リーグに所属した。2017年から中国サッカー・甲級リーグに参戦したものの、同年7月1日に物議を醸したペナルティキックに関連して会長がリーグ脱退を宣言、しかし翌日に会長が解任されたため処分は免れた。なおクラブは成績不振のため結局年末に降格した。
2020年2月13日、900万元の負債のため解散した。